# Hofschranze
Hofschranze (die, in älterer Zeit auch der Hofschranz(e)) ist eine seit dem 16. Jahrhundert gebräuchliche abwertende Bezeichnung für einen Höfling am Hof eines Fürsten, deren Bedeutung negative Charakterzüge und Verhaltensweisen umfasst, die innerhalb der sehr hierarchischen Hofgesellschaft in einer durch Gunst-Konkurrenz geprägten Gruppe entstehen können. Zu typischen Verhaltensweisen gegenüber dem Gunstgeber zählen beispielsweise Gefallsucht, Schmeichelei und Heuchelei; gegenüber Konkurrenten Intrigantentum, Demütigungen, Verleumdung, üble Nachrede. Übertragen wird das Wort auch für Personen im nicht-höfischen Umfeld einer hochgestellten oder einflussreichen Persönlichkeit gebraucht.
Das Wort wird etymologisch aus dem mittelhochdeutschen Wort Schranz(e) („Riss“, „Schlitz“) hergeleitet, das metonymisch auf den Träger seit dem Spätmittelalter als Requisit höfischer oder patrizischer Prachtentfaltung üblicher „geschlitzter“ Gewänder übertragen und im Neuhochdeutschen als Kompositum Hofschranze beibehalten worden sei.

## Hofschranzen in der Literatur und im Film
- In Lessings Drama Emilia Galotti heißt es vielsagend: Was plaudert nicht eine Hofschranze![3]
- In Friedrich Schillers Drama Kabale und Liebe ist die Figur des Hofmarschalls von Kalb eine typische Hofschranze.
- In Franz Grillparzers Drama Ein Bruderzwist in Habsburg werden die Höflinge genau so bezeichnet, bei einer Audienz des Kaisers Rudolf II. (HRR), in Prag.
- Im Spielfilm Rob Roy verkörpert Tim Roth als Archibald Cunningham eine Hofschranze.